# Julij Kaganowicz
Julij Moisiejewicz Kaganowicz (ros. Юлий Моисеевич Каганович, ur. 5 lipca?/17 lipca 1892 we wsi Kabany w guberni kijowskiej, zm. 31 lipca 1962 w Moskwie) – radziecki polityk żydowskiego pochodzenia, przewodniczący Obwodowego Komitetu Wykonawczego w Gorkim (obecnie Niżny Nowogród) w latach 1934–1937, brat Łazara i Michaiła.

## Życiorys
Od 1907 pracował w Aleksandrowsku (obecnie Zaporoże), w latach 1909–1913 członek SDPRR, od listopada 1913 do stycznia 1915 służył w rosyjskiej armii, od 1918 w Armii Czerwonej, od 1919 w RKP(b). Od kwietnia 1919 do kwietnia 1922 politruk Armii Czerwonej, od kwietnia do grudnia 1922 szef Politycznego Sekretariatu Robotniczo-Chłopskiej Milicji guberni niżnonowogrodzkiej, później sekretarz odpowiedzialny: od grudnia 1922 do maja 1923 powiatowego komitetu RKP(b) w Ardatowie, od maja 1923 do lipca 1925 Komitetu Miejskiego RKP(b) w Niżnym Nowogrodzie, od lipca 1925 do sierpnia 1928 Pawłowskiego Powiatowego Komitetu WKP(b) w guberni niżnonowogrodzkiej, od sierpnia 1938 do kwietnia 1929 Powiatowego Komitetu WKP(b) w Rastiapino (obecnie Dzierżyńsk), w latach 1929–1930 Arzamaskiego Okręgowego Komitetu WKP(b). Od sierpnia 1930 do stycznia 1932 przewodniczący Sownarchozu w Kraju Niżnonowogrodzkim. Od stycznia 1932 do marca 1934 I sekretarz Komitetu Miejskiego WKP(b) w Niżnym Nowogrodzie/Gorkim, od 14 marca 1934 do 15 czerwca 1937 przewodniczący Komitetu Wykonawczego Rady Krajowej/Obwodowej w Gorkim, od 14 czerwca 1937 do 14 stycznia 1939 I sekretarz Komitetu Obwodowego WKP(b) w Gorkim. Pełnił obowiązki członka „trójki” NKWD w Gorkim. Od stycznia 1939 do września 1945 zastępca ludowego komisarza handlu zagranicznego ZSRR, od września 1945 do 1947 przedstawiciel handlowy ZSRR w Mongolskiej Republice Ludowej. Od 1947 do sierpnia 1949 przewodniczący Zarządu Wszechzwiązkowego Towarzystwa „Międzynarodowa Książka”, od sierpnia 1949 do czerwca 1951 szef Państwowej Inspekcji Jakości Towarów Eksportowych Ministerstwa Handlu Zagranicznego ZSRR, później na emeryturze. Odznaczony Orderem Lenina i Orderem Czerwonego Sztandaru Pracy. Pochowany na cmentarzu Nowodziewiczym.